# Gangland Odyssey
Pour plus de détails, voir Fiche technique et Distribution.
Gangland Odyssey (義膽雄心, Yee dam hung sum, litt. « Ambition ») est un film d'action hongkongais réalisé par Michael Chan (en) et sorti en 1990 à Hong Kong.
Il totalise 7 385 637 HK$ au box-office.

## Synopsis
Lorsque l'inspecteur de police à la retraite Fan Chi-hung (Alex Man (en)) apprend que le fils de son ancien supérieur Brown (Roger Ball) s'est fait enlevé, il revient des États-Unis à Hong Kong pour apporter son aide. Avec le fils adoptif de Brown, Kit (Andy Lau), ils enquêtent et réussissent à sauver l'enfant, ce dont Brown est reconnaissant. Fan profite également de l'occasion pour voir son ex-fiancée, Shirley (Kelly Yiu (en)). Kit connaît également Shirley et tombe amoureux de sa fille Cindy (Regina Kent (en)). Cependant, il est révélé que Brown a en réalité investi une énorme somme d'argent provenant d'une société japonaise, ce qui a conduit le yakuza Hoshida (Michael Chan (en)) à venir à Hong Kong pour découvrir la vérité. Hoshida, qui s'appelait à l'origine Pu, est l'ex-mari de Shirley à l'époque où celui-ci était membre de la triade. Lorsque Brown apprend l'existence de cette relation, il dit à Fan de quitter Hong Kong et de le laisser négocier au Japon. Mais soudainement, Brown trahit Fan, et le yakuza essaie de tuer Kit et Fan puis, plus tard, tue Kit et Cindy. Fan apprend alors la relation entre Hoshida et Shirley et décide de se battre à mort avec les yakuzas.

## Fiche technique
- Titre : Gangland Odyssey
- Titre original : 義膽雄心 (Yee dam hung sum)
- Réalisation : Michael Chan (en)
- Scénario : Sze-to On
- Photographie : Peter Ngor
- Montage : Cheung Kwok-kuen
- Musique : Tang Siu-lam
- Production : Yuen Sin-kan
- Société de production : Hatract Films
- Société de distribution : Golden Princess Film Production
- Pays d'origine :  Hong Kong
- Langue originale : cantonais
- Format : couleur
- Genre : action et policier
- Durée : 93 minutes
- Dates de sortie :
  -  Hong Kong : 13 septembre 1990

## Distribution
- Andy Lau : Kit
- Alex Man (en) : Fan Chi-hung
- Michael Chan (en) : Pu/Hoshida
- Kelly Yiu (en) : Shirley
- Regina Kent (en) : Cindy
- Shing Fui-on : Maddy
- Ng Man-tat : Oncle Onze
- Siu Yam-yam (en) : Mme Brown
- Alan Tang : Mr Tang
- Lau Yuk-kei : Cheung
- Fong Yau : Oncle Pin
- Sing Yan : le parrain de la triade Sisan
- Roger Ball : Mr Brown
- Lam Shung-ching : un voyou
- Ching Kong
- Ricky Kwong
- Ng Shek-long
- Ng Chung-man
- Kam Wai-kwong
- Wong Koon-ko
- Luk Chuen : Nakacho
- Suen Kwok-ming : un membre de la triade Sisan
- James Ha : un membre de la triade Sisan
- Chu Tau : un homme de main de Cheung
- Ridley Tsui : un assassin
- Danny Chow : un assassin
- Wong Chi-keung : un assassin
- Hung Chi-sing : un assassin
- Hui Sze-man : la femme de Onze
- Jim James : un invité de la fête de Mr Brown
- Fung Man-kwong
- Jack Wong
- Lee Fat-yuen
- Lai Sing-kwong